# تام ماكنزي
تام ماكنزي (بالإنجليزية: Tam McKenzie)‏ (5 نوفمبر 1922 بإدنبرة في المملكة المتحدة - 1967 ببيتربرة في المملكة المتحدة) هو مدرب كرة قدم ولاعب كرة قدم بريطاني (وحمل سابقاً جنسية المملكة المتحدة لبريطانيا العظمى وأيرلندا) في مركز الدفاع. لعب مع هارت أوف ميدلوثيان وMarch Town United F.C. ‏ وWisbech Town F.C. ‏.